# Ustilaginomycetes
Classe
Les Ustilaginomycetes constituent une classe de champignons Basidiomycètes qui parasitent de nombreux végétaux. Les maladies causées par ces espèces sont nommées en français charbon. On en compte environ 1 400 espèces pour 70 genres. Parmi les plus connues, citons Ustilago maydis, responsable du charbon du maïs.

## Ordres
Une vaste étude phylogénétique réalisée en 2007 par plus d'une soixantaine de chercheurs, dont le classement est adopté par The Tree of Life Web Project et Myconet, définit deux ordres d'Ustilaginomycetes :
- Ordre des Urocystidales R. Bauer & Oberw. 1997
- Ordre des Ustilaginales (G. Winter 1880) Bauer & Oberwinkler 1997